# Мак-Класки (аэропорт)
Муниципальный аэропорт Мак-Класки (англ. McClusky Municipal Airport), (FAA LID: 7G2) — государственный гражданский аэропорт, расположенный в 3,2 километрах к юго-западу от центрального делового района города Мак-Класки (Северная Дакота), США.

## Операционная деятельность
Муниципальный аэропорт Мак-Класки занимает площадь в 130 гектар, расположен на высоте 579 метров над уровнем моря и эксплуатирует одну взлётно-посадочную полосу:
- 13/31 разамерами 945 x 24 метров с торфяным покрытием.

В период с 10 февраля 1997 по 10 февраля 1999 года Муниципальный аэропорт Мак-Класки обработал 510 операций по взлётам и посадкам воздушных судов (в среднем 42 операции ежемесячно), из них 98 % пришлось на авиацию общего назначения и 2 % — на рейсы аэротакси.